# Тамме, Кристьян
Кристьян Тамме (эст. Kristjan Tamme; 21 сентября 1995, Таллин) — эстонский футболист, вратарь.

## Биография
Воспитанник таллинских футбольных школ «Коткас-Юниор» и «Левадия». С 2012 года выступал на взрослом уровне за вторую команду «Левадии» в первой лиге Эстонии. Становился победителем (2013) и вторым призёром (2014) первой лиги. За основной состав «Левадии» не сыграл ни разу.
В 2015 году был отдан в аренду в «Пярну ЛМ», в его составе дебютировал в высшей лиге Эстонии 4 апреля 2015 года в матче против «Тулевика». Выступал за «Пярну» весь сезон 2015 года, повторно был отдан в аренду в этот же клуб во второй половине 2016 года. Весной 2018 года после окончательного ухода из «Левадии» выступал за другой клуб высшей лиги — «Пайде ЛМ», сыграл 6 матчей на старте сезона, но потом был отправлен в запас и летом покинул клуб. Всего в высшем дивизионе Эстонии сыграл 44 матча и пропустил 103 гола.
В 2020 году включался в заявку на матчи таллинского «Калева», а в 2022 года — на матчи резервного состава клуба, но не выходил на поле. С 2019 года работает в «Калеве» тренером вратарей.
Выступал за сборные Эстонии младших возрастов, провёл 20 матчей. Участник Кубка Содружества 2014 года (3 матча), в 2015 году тоже был в составе молодёжной сборной на этом турнире, но оставался запасным.